# Antoine Vaudoyer
Pour les articles homonymes, voir Vaudoyer.
Antoine-Laurent-Thomas Vaudoyer  né le 21 décembre 1756 à Paris, où il est mort le 27 mai 1846, est un architecte et graveur français. Il appartient à une dynastie d'architectes dont le plus connu est son fils, Léon Vaudoyer.

## Biographie
Antoine Vaudoyer débute dans la carrière des armes en 1777 en entrant dans le régiment de dragons de Lorraine. Il quitte l'armée dès l'année suivante, après la mort de son père.
Libre alors de suivre ses goûts, il intègre à Paris l'atelier de Marie-Joseph Peyre et suit les cours de théorie à l'Académie royale d'architecture. Lauréat du Grand prix d'architecture en 1783 sur présentation du projet « Une ménagerie renfermée dans le parc du château d’un souverain », il part à la fin de l'année en Italie comme pensionnaire du roi pour un séjour de cinq années à l'Académie de France à Rome, alors installée au palais Mancini.
Il rentre en France en 1788. En 1789, il ouvre un « atelier libre » d'architecture pour former des élèves. Il proteste contre le projet de transformer l'église Sainte-Geneviève en Panthéon national en 1791.
Après la suppression, par la Convention, de l'académie royale d'architecture (1792) dont les locaux au Louvre sont mis sous scellés (1793), Vaudoyer prête son concours à Julien-David Le Roy (1724-1803), historiographe et professeur du cours de théorie d'histoire de l'architecture de l'académie, pour le maintien de l'enseignement et l'ouverture d'une école d'architecture indépendante dans les logements de fonction de Le Roy au Louvre. Grâce à leurs efforts, l'école parvient à subsister jusqu'en 1795, année de sa reconnaissance par le ministre de l'Intérieur. Antoine Vaudoyer y exerce  les fonctions de secrétaire-archiviste, d'abord bénévoles et gratuites, puis officielles à partir de 1807 et payées à partir de 1810.
Lors de la création du Conseil des bâtiments civils en 1795 par Jean-Baptiste Rondelet, Jean-François-Thérèse Chalgrin et  Alexandre-Théodore Brongniart, Vaudoyer se vit confier un des six postes d'inspecteur.
Il devient membre de la Société des sciences, lettres et arts de Paris en 1799.

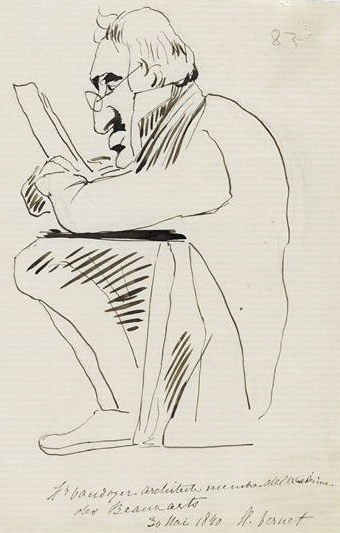
Portrait de Vaudoyer par Horace Vernet.

Architecte du palais des Beaux-Arts (ancien collège des Quatre-Nations) en 1802, Vaudoyer travailla à l'extension du Collège de France, et à la restauration de la Sorbonne ainsi qu'à la transformation de celle-ci, par la création de logements et ateliers, en « musée des Artistes » (1802). Il fut chargé du chantier de l'Institut de France lorsque celui-ci vint occuper le collège des Quatre Nations. Il est entre autres l'architecte de la salle des séances.
Il est nommé architecte du musée des Monuments français en 1810, chargé du projet pour un palais des Beaux-Arts en 1811, nommé architecte du marché des Carmes de la place Maubert en 1811, architecte de la bibliothèque Sainte-Geneviève en 1813 et architecte de la nouvelle École des beaux-arts en 1816.
Outre ses travaux d'architecte, Vaudoyer anima un atelier à l'École royale des beaux-arts. Il fut élu membre de l'Académie des beaux-arts au second fauteuil de la section architecture en 1823 (dont il était secrétaire archiviste de la section d’architecture depuis 1807).

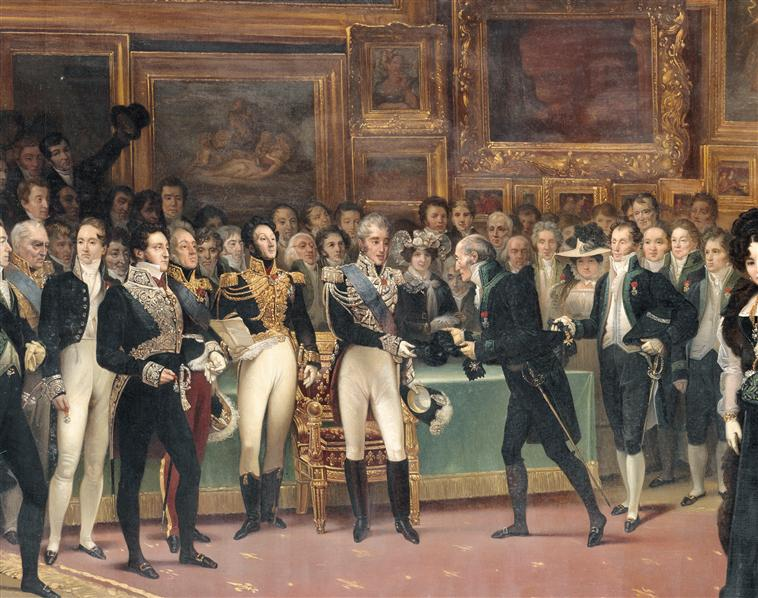
Distribution des récompenses aux artistes à la fin du Salon de 1824, le 15 janvier 1825.

Marié à Alexandrine-Julie Lagrenée, fille de Louis Jean François Lagrenée, il est le père de Léon Vaudoyer.
Il est inhumé à Paris au cimetière du Montparnasse (13e division) où son fils Léon Vaudoyer, également architecte, le rejoindra.

## Œuvres

### Architecture
- 1789 : restauration des piliers du Panthéon ;
- 1804 : installation de l'Institut dans le « palais des Quatre-Nations » ;
- 1811 : plans, coupes et élévation de l'Institut de France.

### Publications
- Projet de restauration des piliers du dôme du Panthéon français, Paris, Imprimerie de P. Didot l'aîné, pluviôse an vi, 12 p. (lire en ligne), 1 planche
- Grands prix d'Architecture, Projets couronnés par l'Académie Royale des Beaux-Arts de France, Gravés et publiés par A.L.T. Vaudoyer et L.P. Baltard, Paris, 1818
- Discours nécrologique sur la tombe de Jean Rondelet, 29 septembre 1829